# Индейцы чероки в Гражданской войне в США

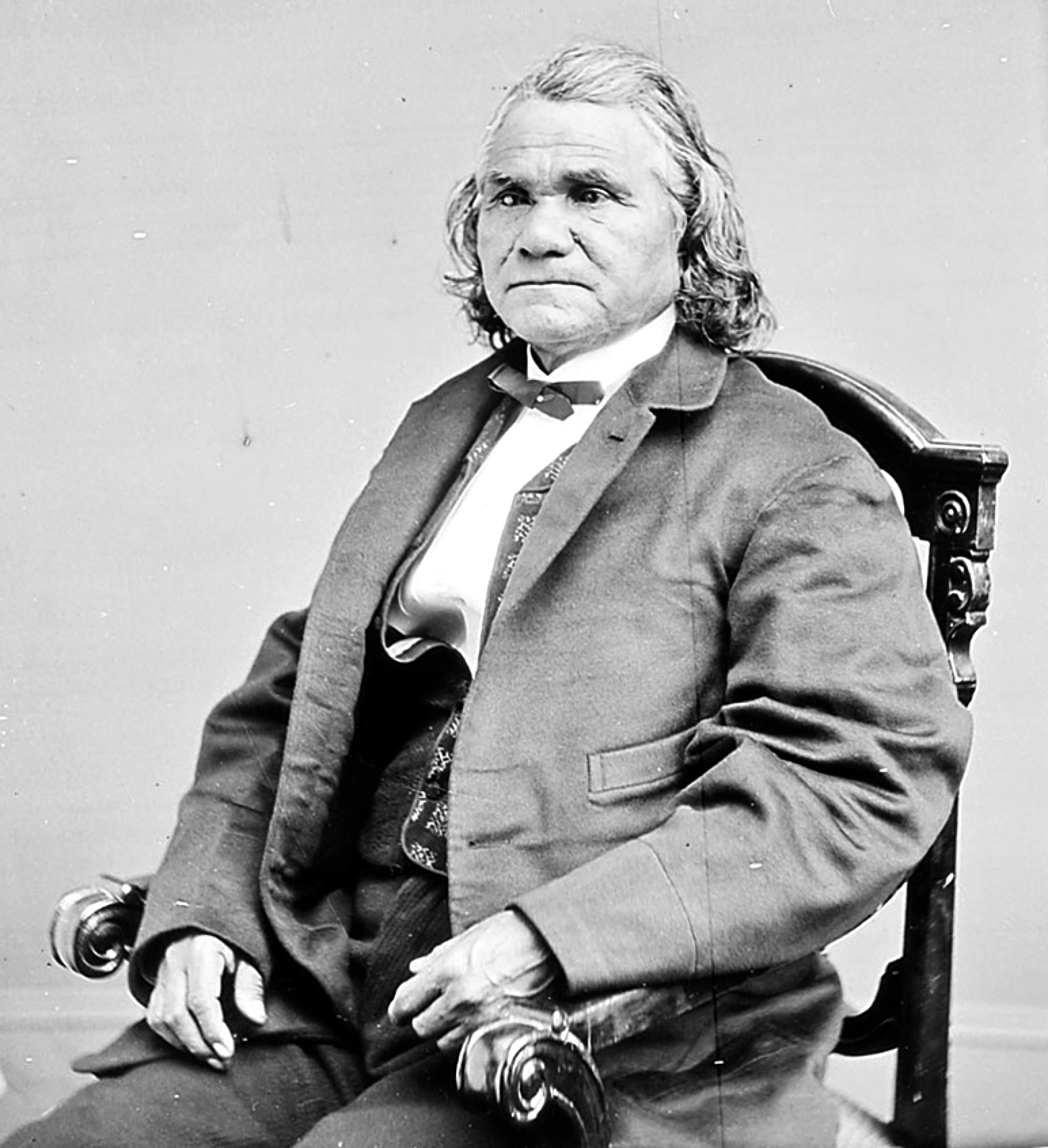
Бригадный генерал Конфедерации Стенд Уэйти, единственный американский индеец, достигший звания генерала в Гражданской войне.

Чероки во время Гражданской войны в США принимали участие, как правило, на Трансмиссисипском и Западном театрах военных действий. На востоке Чероки Конфедерации во главе с Уильямом Холландом Томасом препятствовали силам Союза, пытающимся использовать горные перевалы Аппалачей в западной части Северной Каролины и восточном Теннесси. На западе Чероки Стенд Уэйти, служащий в армии КША, возглавлял силы коренных народов индейской территории (Ныне штат Оклахома). Чероки сотрудничали с Конфедерацией, чтобы получить денежные средства, а также, в конечном итоге, полное признание своего, суверенного, независимого государства.

## Введение
До переселения индейцев нация чероки была сосредоточена в горах Голубого хребта и вокруг них — на юго-западе Северной Каролины, юго-востоке Теннесси, западе Южной Каролины и северо-востоке Джорджии. Чероки обращались к американской федеральной судебной системе, чтобы решить возникшие у них проблемы. В 1830 году индейская делегация во главе с вождём Джоном Россом защищала права Чероки в Верховном суде США в деле «Нация Чероки против властей Джорджии». Случаи обращения индейцев в суд создавали определённый ажиотаж вокруг темы переселения коренных народов, однако Соединённые Штаты по-прежнему насильственно перемещали большую часть племён чероки к западу от реки Миссисипи. Позже путь, по которому двигались индейцы, получит название «Тропа слёз». После переселения нации чероки относительно хорошо удалось обосноваться в новом месте. Некоторые чероки остались в горах Голубого хребта, — позже они обвинили федеральное правительство и бывшего президента США Эндрю Джексона в создании «Тропы слёз».
Чероки успели перенять «южные обычаи» до того, как их переселили с юго-востока. Общество Чероки считало рабство основополагающим институтом страны на протяжении всего довоенного периода, поощряя законы, которые прямо запрещали «чёрным рабам» и «другим цветным людям» получать гражданство. Судебные и законодательные органы Чероки обнародовали аналогичные дискриминационные законы, касающиеся расы и статуса рабов, поскольку Чероки пытались юридически определить себя как равных белым или американцам европейского происхождения, за счёт принижения небелых и неиндейских групп. Чероки встали на сторону Конфедерации отчасти из-за их уже давно существующей культурной, торговой и правовой близости с южными, отделившимися, штатами. Кроме того, чероки на индейской территории выступали против кампании Уильяма Сьюарда в 1860 году, когда он сказал, что Линкольн откроет индейскую территорию для поселения белых.

## Трансмиссисипский театр военных действий

Флаг Cherokee Braves, который использовался бригадами, возглавляемыми Стендом Уэйти.

Вождь чероки Джон Росс был убеждён в том, что Союз должен остаться целым, и выход из него непозволителен. Однако другой лидер чероки, Стенд Уэйти, пребывыший с фракцией Росса во враждебных отношениях со времён их принудительного переселения и особенно после гибели от её рук ряда его родственников, включая брата Элиаса Будино, присоединился к делу Конфедерации.1 июня 1861 года Уайти начал вербовку в полностью индейские подразделения, которые вскоре стали частью армии КША. Чистокровные чероки, как правило, поддерживали Росса (хотя его отец являлся шотландцем), в то время как смешанные чероки поддерживали Стенда Уэйти. В 1862 году Уэйти был избран вождём недавно провозглашённой нации южных чероки.
За время войны, чероки, в основном, вели серию небольших сражений и постоянную партизанскую войну на индейской территории. Стенд Уэйти официально стал последним сражающимся генералом Конфедерации, завершившим боевые действия 25 июня 1865 года в форте Таусон, в юго-восточной части индейской территории.

### Организация
Во время Гражданской войны нация чероки насчитывала около 21 000 человек, 3 000 из которых служили в Конфедерации в качестве солдат.
Сражения, в которых принимали участие индейские подразделения:
- Битва при Берд-Крик (9 декабря 1861 г.)
- Битва при Уилсон-Крик (10 августа 1861 г.)
- Битва при Пи-Ридж (6–8 марта 1862 г.)
- Битва при Прери-Гроув (7 декабря 1862 г.)
- Битва при Хани-Спрингс (17 июля 1863 г.)
- Первая битва при Кэбин-Крик (1 июля 1863 г. - 2 июля 1863 г.)
- Засада парохода Дж. Р. Уильямса (15 июня 1864 г.)

## Западный театр военных действий
Легион Томаса, возглавляемый Уильямом Х. Томасом, (Американцем европейского происхождения, усыновлённым чероки), первоначально дислоцировался за пределами Ноксвилля, штат Теннесси, в Строберри-Плейнс. Основной обязанностью легиона была защита Квасцовой пещеры и преследование войск Союза, вторгшихся в Теннесси. В июне 1862 года Томас лично захватил солдата армии Севера, после чего каждый из его людей поклялся взять в плен хотя бы одного «янки» до окончания войны.

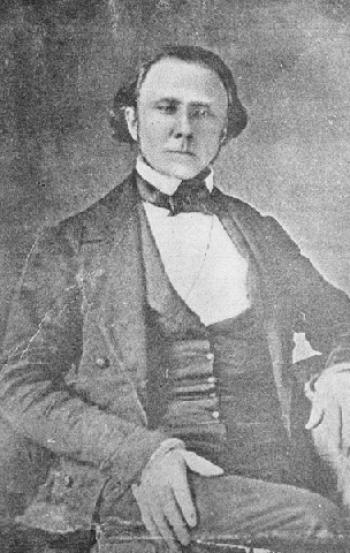
Уильям Холланд Томас был командиром знаменитого легиона.

Легион станет печально известным из-за своих действий 15 сентября 1862 года. При попытке остановить продвижение Союза через Баптистское ущелье, популярный среди чероки лидер, Астугахтогех, был убит, когда возглавлял атаку. В ярости оставшиеся чероки приняли решение ответить на его смерть весьма жестоким образом. В отместку за потерю Астугахтоге чероки сняли скальп с мёртвых солдат Союза. После того, как об этом написали в газетах, солдаты США стали опасаться Чероки. Томас не хотел, чтобы общественность считала индейцев Чероки варварами, однако не мог существенно повлиять на мнение людей.
После того, как несколько солдат Томаса были захвачены в плен в феврале 1864 года, некоторые из них перешли на сторону Союза. Другие убедили своих похитителей, что они также перейдут на сторону США, но вместо этого вернулись к Томасу и сказали ему, что официальные лица Севера предложили 5000 долларов за его скальп. После этого многие из Легиона отправились воевать в Вирджинию.Некоторые из солдат присутствовали в здании суда Аппоматтокс при капитуляции генерала Роберта Э. Ли. Остальная часть Легиона продолжала сражаться, пока в конце концов не сдалась 10 мая 1865 года вместе с командующим округом Западной Северной Каролины одному из генералов Союза.

### Организация
В мае 1861 года Уильям Х. Томас начал вербовку чероки из Куаллатауна, Северная Каролина. Первые две роты состояли в основном из солдат-индейцев, хотя Томас вербовал не только лишь их. Сперва людей Томаса называли "юналусскими зуавами", позже —  Легионом Томаса, а затем группа была обозначена как 69-й полк Северной Каролины.

## После войны

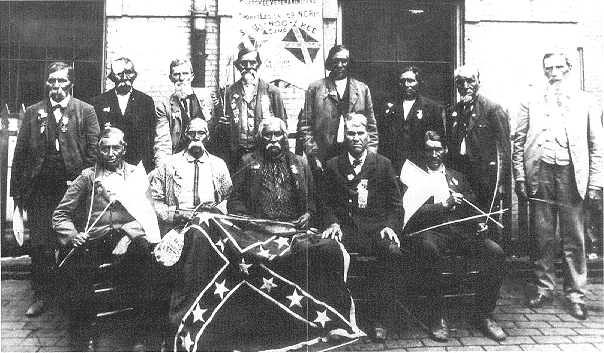
Воссоединение конфедератов чероки в Новом Орлеане, 1903 год.

Восточные чероки столкнулись с серьёзной вспышкой оспы после войны. Томас и многие из его последователей оказались по уши в долгах. Федеральное правительство признало восточное племя отдельным от западного и подало иск против их кредиторов.
После победы Союза чероки США установили политику конфискации земли у индейцев Конфедерации.  Федеральное правительство Севера пообещало чероки КША, что законы, поощряющие конфискацию, будут аннулированы. Это произошло благодаря индейскому комиссару Д. Н. Кули, который увидел выгоду в разделении фракций чероки, представленных Россом и Уэйти (Конфискация территорий определённым образом сближала индейцев). Чероки были вынуждены принять своих рабов в племя и разрешить заселение своих земель белыми. Чероки сильно пострадали из-за раскола, созданного Кули, а также от Реконструкции Юга.